# 사라 에라니

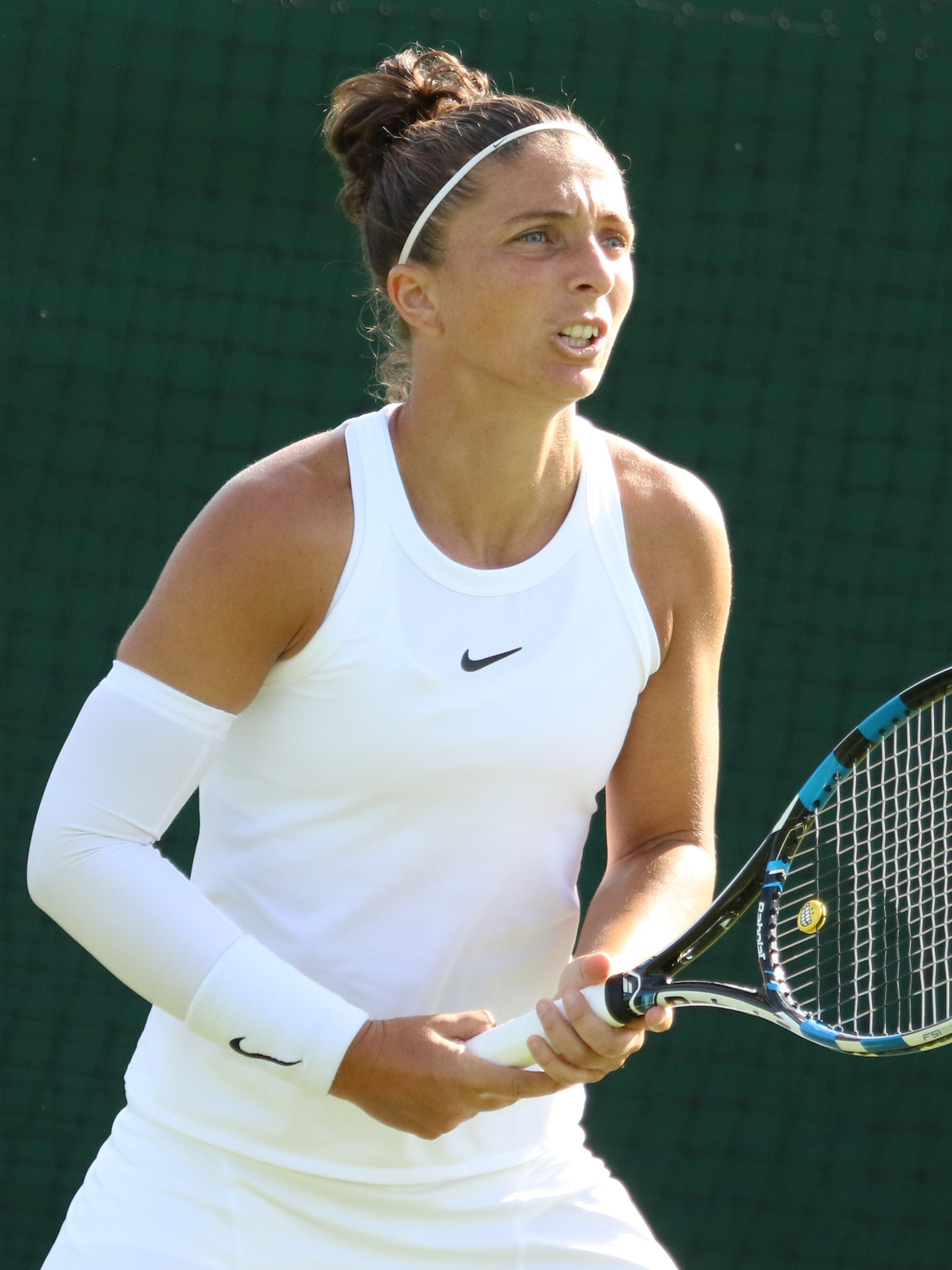

사라 에라니(Sara Errani, 이탈리아어 발음: [ˈsaːra erˈraːni], 1987년 4월 29일 ~ )는 이탈리아의 프로 테니스 선수이다. 전 단식 상위 5위 선수이자 전 세계 1위이자 복식 부문 골든 그랜드 슬램 (테니스) 우승자이다. 9개의 단식 타이틀과 30개의 복식 타이틀(5개의 그랜드 슬램 챔피언십 및 6개의 프리미어 필수/프리미어 5/WTA 1000 타이틀 포함)을 보유한 그녀는 통산 타이틀 수가 가장 많은 이탈리아 테니스 선수이다. 2012년 6월 11일 복식 부문에서 상위 10위 안에 진입하여 94주 연속 순위를 유지했으며, 2013년 5월 20일에는 자신의 경력 최고 단식 랭킹 세계 5위에 올랐다. 에라니는 처음으로 복식 부문에서 세계 1위가 되었다. 2013년과 2014년 모두 연말 복식 1위 선수였으며, 총 87주 동안 1위를 유지했다.